# Demócrata progresista
Demócrata progresista, democrático progresista, democracia progresista y expresiones semejantes, hacen referencia a una ideología y posición en el espectro político que une los conceptos de la democracia y el progresismo.
Como etiqueta identificativa, se aplica a distintos partidos políticos con las denominaciones Partido Demócrata o Partido Progresista, muy extendidas (o con la conjunta Partido Demócrata Progresista), y que, aunque en sus orígenes históricos pudieron recibir el nombre por alguna identifición más o menos adecuada al sentido político inicial de esos términos, con el paso del tiempo, los cambios socioeconómicos y la evolución ideológica e institucional han alterado tales identificaciones hasta hacerlas difícilmente reconocibles. También son muy diferentes las orientaciones y características de las organizaciones políticas creadas en muy distintos países del mundo y que por unas u otras razones eligen esos términos para denominarse o tener una ideología política.

## Argentina
Partido Demócrata Progresista es un partido político conformado oficialmente en 1914 por militantes de Liga del Sur. Tras la sanción de la Ley Sáenz Peña en 1912, la Liga del Sur obtuvo la minoría en Santa Fe, resultando elegido como diputado nacional el fundador de este espacio.

## Burkina Faso
El Partido por la Democracia y el Progreso / Partido Socialista (en francés: Parti pour la Démocratie et le Progrès / Parti Socialiste) es un partido burkinés afiliado a la Internacional Socialista.

## República Democrática del Congo
En 1982 se fundó la Unión para la Democracia y el Progreso Social (en francés: Union pour la Démocratie et le Progrès Social; UDPS).

## España
El Partido Progresista Demócrata fue una escisión del liberalismo progresista español a partir de 1849.
En 2007 se fundó el partido denominado Unión Progreso y Democracia.

## Irlanda
En Irlanda existen los Demócratas Progresistas (Progressive Democrats - An Páirtí Daonlathach). A mediados del siglo XX existió un partido denominado Demócratas Nacional Progresistas (National Progressive Democrats, NPD) que terminó incorporándose al Partido Laborista.

## Mauritania
La Unión por la Democracia y el Progreso (Union pour la Démocratie et le Progrès, UDP) es un partido de Mauritania.

## Paraguay
En Paraguay existen el Partido Democrático Progresista y el Frente Democrático Progresista o Frente Guasú.